# Okeechobee
Okeechobee (anglicky Lake Okeechobee), také zvané Floridské vnitrozemské moře, je jezero ve státě Florida v USA. Nachází se v pobřežní nížině na poloostrově Florida. S rozlohou 1890 km² jde o deváté největší přirozené sladkovodní jezero v USA (a třetí největší ležící celé v USA). Je velmi mělké – průměrná hloubka činí asi 3 m a maximální hloubka nepřesahuje 6 m. Hladina jezera se pohybuje v nadmořské výšce 4 až 5 metrů. Jezero má okrouhlý tvar, nejdelší v severojižním směru (asi 55 km).
Název pochází z indiánského jazyka Hitchiti a znamená „velká voda“.

## Pobřeží

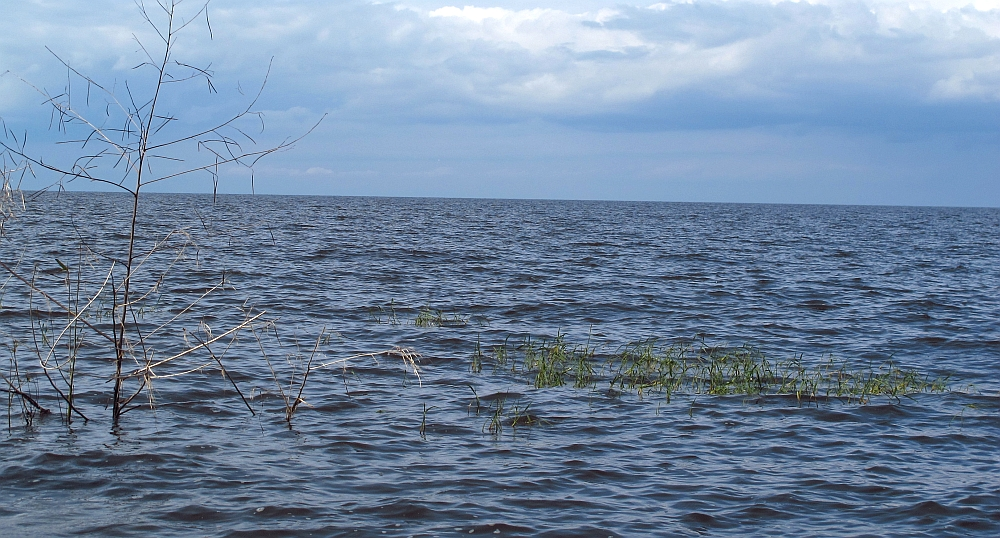
Pohled na jezero z jihovýchodního břehu

Pobřeží je nízké, bažinaté a často dochází k jeho sesuvům. Celé jezero je ohrazeno 9 m vysokou Hrází Herberta Hoovera, která brání jeho rozvodnění při zásahu hurikánem, což bylo v minulosti časté a působilo mnoho ztrát na životech.

## Vodní režim
Roční kolísání úrovně hladiny činí 1 m. Hlavním přítokem je řeka Kissimmee. Přirozený odtok byl plošný skrze močály Everglades, táhnoucí se od jezera jižním směrem. Nyní voda odtéká regulovaně odvodňovacími kanály, které spojují jezero s Atlantským oceánem a s řekou Caloosahatchee, která ústí do Mexického zálivu.

## Fauna a flóra
Na jezeře je rozvinutý rybolov. Nejvíce se zde nachází okounek pstruhový nebo slunečnice velkoploutvá.

## Osídlení pobřeží
Při severním konci jezera leží město Okeechobee. Na jižním břehu leží město Clewiston a indiánská rezervace Seminolů. Okolí jezera je turistickou oblastí.